# Congrès latino-américain et caribéen pour l’indépendance de Porto Rico
Le Congrès latino-américain et caribéen pour l’indépendance de Porto Rico, qui s’est tenu en novembre 2006 au Panama, a soutenu la cause de l’indépendance de Porto Rico (33 partis politiques de 22 pays, 15 en soutien de leurs gouvernements respectifs).
Le Parti qui l’a organisé est le Parti révolutionnaire démocratique (PRD) et son secrétaire général, Martín Torrijos.